# Notodèle à front bleu
Cinclidium frontale
Genre
Espèce
Statut de conservation UICN

 LC  : Préoccupation mineure
La Notodèle à front bleu (Cinclidium frontale) est une espèce de passereaux appartenant à la famille des Muscicapidae, l'unique représentante du genre Cinclidium.

## Répartition et sous-espèces
- C. f. frontale Blyth, 1842 — Sikkim et Bhoutan
- C. f. orientale (Delacour & Jabouille, 1930) — sud de la Chine (aire dissoute) et nord de l'Indochine

## Habitat
Elle vit dans les forêts tempérées.